# Wilhelm Bode (Widerstandskämpfer)

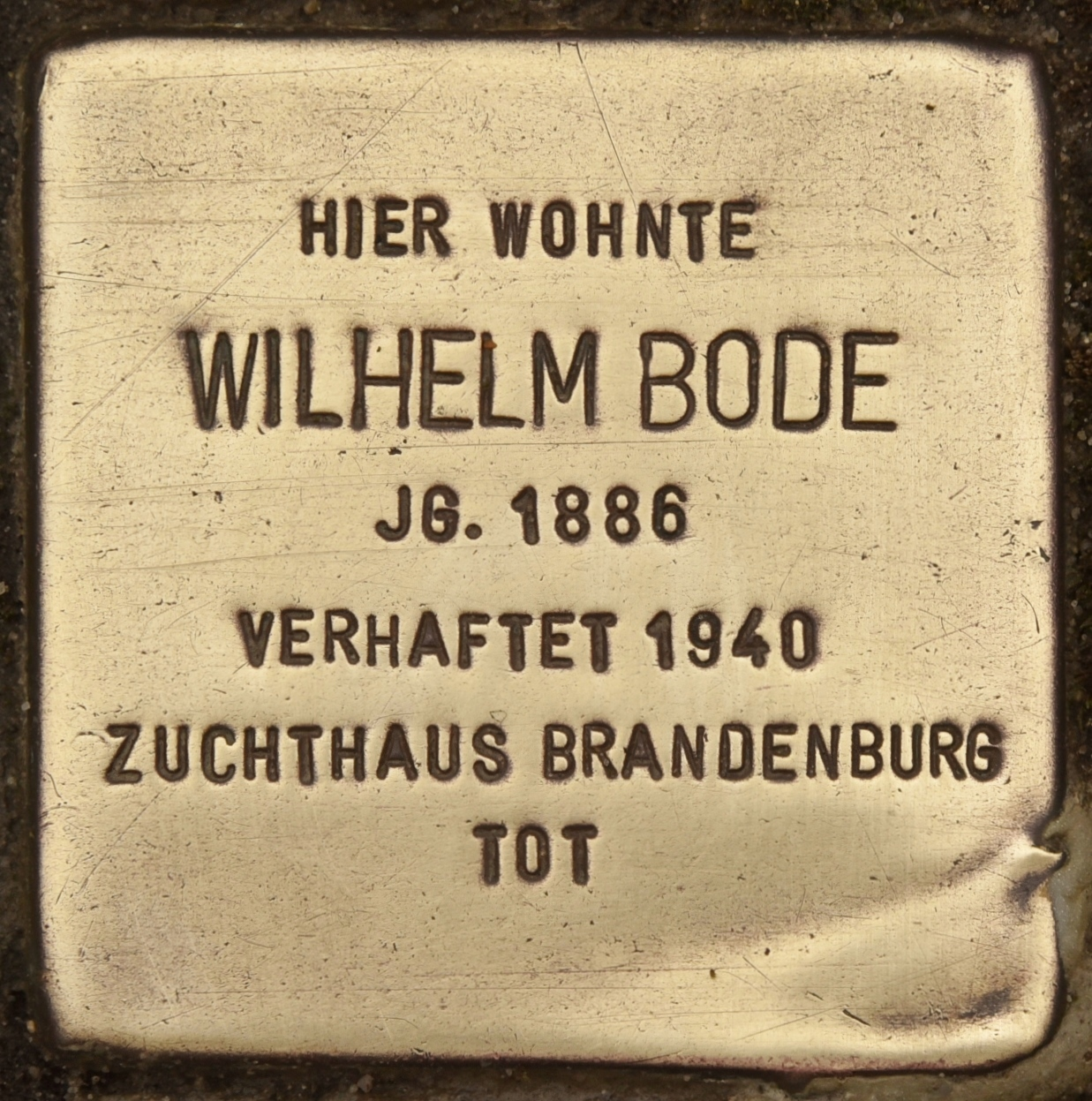
Stolperstein für Wilhelm Bode in Cottbus

Wilhelm Bode (* 23. April 1886 in Mühlhausen/Thüringen; † zwischen 1942 und 1945 im Zuchthaus Brandenburg-Görden) war ein deutscher Schlosser, Gewerkschafter und Widerstandskämpfer gegen den Nationalsozialismus.

## Leben
Wilhelm Bode wurde 1886 in Mühlhausen in Thüringen geboren. 1919 kam er nach Ströbitz, einem Vorort von Cottbus, wo er im Reichsbahnausbesserungswerk als Schlosser arbeitete. Er war Mitglied der SPD. Zunächst organisierte sich Bode gewerkschaftlich im Deutschen Metallarbeiter-Verband. Später wechselte er zum Einheitsverband der Eisenbahner Deutschlands (EdED), in dem er zahlreiche Funktionen übernahm (u. a. Kassierer und Schriftführer auf lokaler Ebene). Zeitweise war er ehrenamtliches Mitglied des EdED-Vorstandes. Zudem war er Mitglied des Betriebsrates im Reichsbahnausbesserungswerk Cottbus.
Nach der „Machtergreifung“ der Nationalsozialisten 1933 wurden die Gewerkschaften zerschlagen. Viele Gewerkschafter flohen ins Ausland. Wilhelm Bode betätigte sich aktiv im Widerstand gegen das NS-Regime. Er gehörte einer EdED-Widerstandsgruppe an und koordinierte die illegale eisenbahngewerkschaftliche Arbeit in Cottbus und Umgebung. Bode hielt auch Kontakt zu einigen ehemaligen Kollegen, die unter anderem nach Amsterdam und Bilbao geflohen waren, so unter anderem zu dem bekannten Eisenbahngewerkschafter Hans Jahn. Ihm berichtete er in Amsterdam und Berlin von den politischen Vorgängen in Cottbus. Zudem plante man gemeinsame Aktionen gegen die Nationalsozialisten und die spanischen Franquisten.
Nach der deutschen Besetzung der Niederlande im Mai 1940 wurden einige deutsche Emigranten festgenommen. Bei diesen fand man auch Aufzeichnungen von Wilhelm Bode. Dieser wurde daraufhin verhaftet, kam ab 11. Juni 1940 in „Schutzhaft“ und wurde nach längerer Untersuchungshaft am 8. April 1942 wegen Hochverrats zu acht Jahren Zuchthaus verurteilt. Diese musste er im Zuchthaus Brandenburg-Görden absitzen. Von dort kehrte er nach dem Ende des Dritten Reichs 1945 nicht zurück. Der Zeitpunkt und die genauen Umstände seines Todes sind nicht bekannt. So gibt es auch Angaben, Bode sei im Frühjahr 1945 in einem Konzentrationslager inhaftiert gewesen, in den Kriegswirren geflüchtet, aber anschließend nicht mehr zuhause angekommen.
Auch sein Sohn wurde ein Opfer der NS-Diktatur. Er wurde in ein Strafbataillon eingezogen und fiel im Krieg.

## Ehrungen

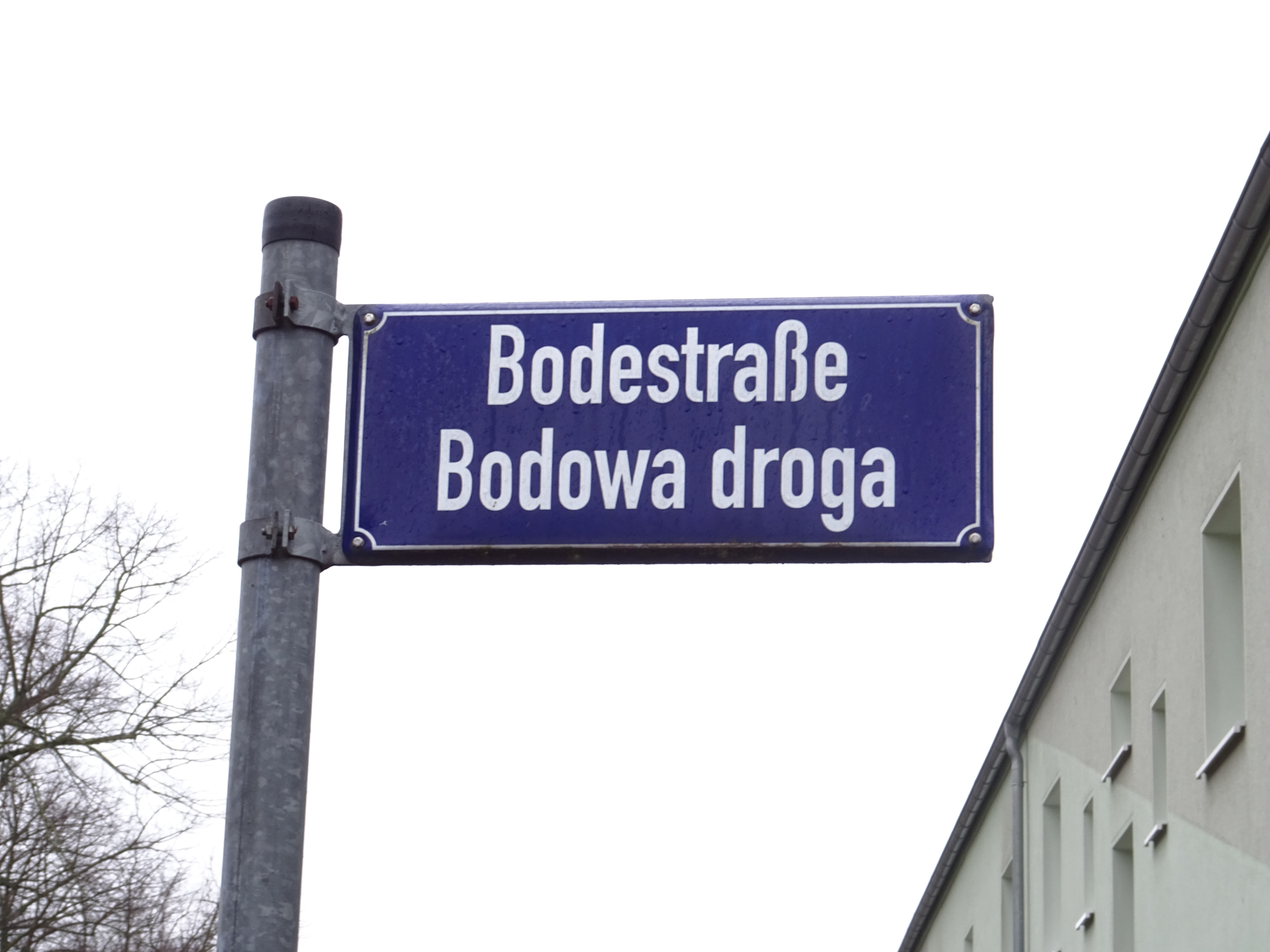
Straßenschild der Cottbuser Bodestraße in deutscher und niedersorbischer Sprache

Bereits 1946 widmete man Wilhelm Bode in Cottbus die Bodestraße. Dazu wurde die Spichernstraße umbenannt, die nach der Schlacht bei Spichern benannt war. Zudem wurde am 11. Juli 2007 in der Dissenchener Straße 98, dem ehemaligen Standort des Wohnhauses von Wilhelm Bode, ein Stolperstein zu seinen Ehren verlegt.